# Skoven (dokumentarfilm fra 1962)
 For alternative betydninger, se Skoven. (Se også artikler, som begynder med Skoven)
Skoven er en dansk dokumentarfilm fra 1962 instrueret af Tue Ritzau efter eget manuskript.

## Handling
Fra vinter til vinter følges dyrelivet i en skov. Med skovfogeden som guide udforskes livet omkring søen, i mosehuller, i træer, på skovbunden, i åen, i lysninger osv.